# Fast Forward (Rapper)
Fast Forward (bürgerlich Peter Sreckovic) ist ein deutscher Rapper, Musikproduzent und Gründer des Musiklabels Put Da Needle To Da Records (PDNTDR).

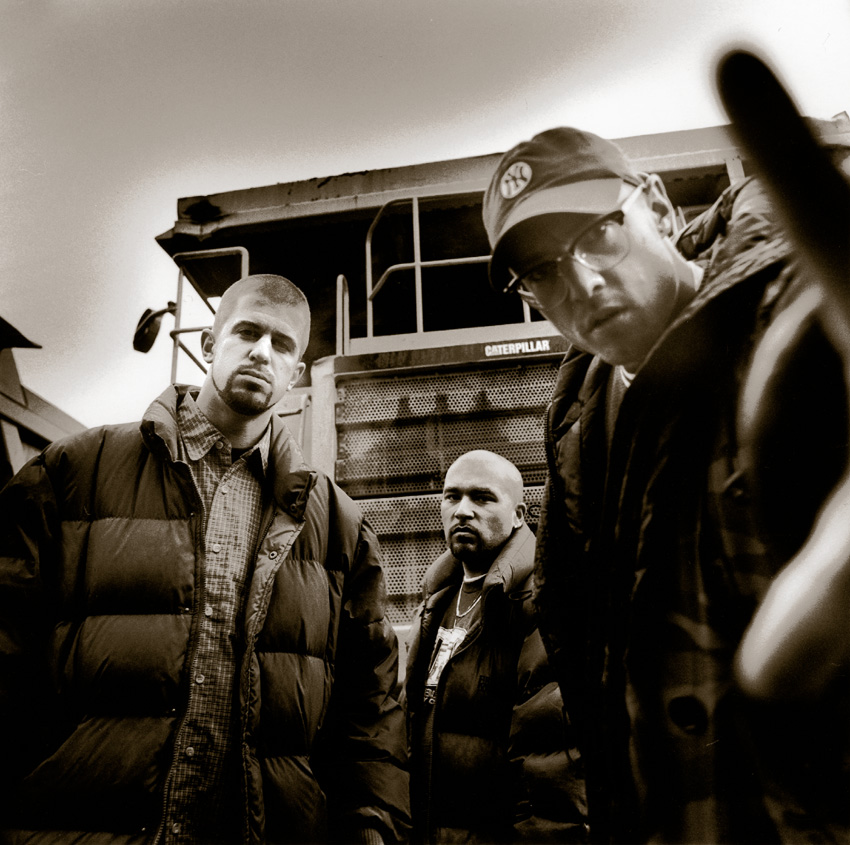
Peter (links) mit STF 1999

## Biografie
Sreckovic wuchs in Köln auf. Wegen eines Studiums an der RWTH Aachen ging er Anfang der 1990er nach Aachen. Dort schloss er sich mit den beiden Rappern Scope und Tuareg zur Rapformation STF zusammen. Um sein erstes Soloalbum zu veröffentlichen, gründete er 1996 das Label Put Da Needle To Da Records. Auf dem Label erschienen später unter anderem Kool Savas, die Ruhrpott AG und Creutzfeld & Jakob. PDNTDR entwickelte sich dadurch zu einem der bedeutendsten Hip-Hop-Labels in Deutschland. Das Label musste 2004 Insolvenz anmelden. In einem Disstrack namens Track gegen Peter der ehemaligen PDNTDR-Künstler Kool Savas und Germany wurden Sreckovic Betrug, Geldgier und zwielichtige Geschäftsmethoden vorgeworfen, doch man hat sich nach vielen Jahren wiedergetroffen, ausgesprochen und Frieden geschlossen.
Nach dem Aus von PDNTDR nahm Peter Sreckovic sein Studium an der RWTH Aachen wieder auf und machte 2006 seinen Abschluss als Diplomingenieur Elektrotechnik & Informationstechnologie.
Nach diversen Stationen als Software-Entwickler bei Konzernen und kleineren Software-Unternehmen gründete Peter Sreckovic 2014 seine eigene SEO und Webdesign Agentur namens da Agency und arbeitet seit 2016 als Software-Entwickler bei einem Kölner Cloud-Computing-Spezialisten.

## Diskografie
Solo
- 1992/1993 Various - Joining Forces - LP/CD, MZEE Records
- 1994: Resignation Is Daily Suicide - 12", MZEE Records
- 1996: Denk darüber nach/Ich hoffe, die Radiosender lassen diese Platte spielen - 12", PDNTDR
- 1996: Ich und MC Bibabutz - LP/CD, PDNTDR

mit STF
- 1992/1993: V/A Aktionäre - V/A "Blitz Mob - Die Organisation" - 2LP/CD, Blitz Vinyl
- 1993/1994: Gesichter des Todes - V/A "Blitz Mob - Die Organisation" - 2LP/CD, Blitz Vinyl
- 1994: Keine Effekte/Knock It Off! - 12"/MCD, 808 Records / Blitz Vinyl
- 1999: Comeback/Ihr müsst noch üben (feat. Kool Savas) - 12"/MCD, PDNTDR

Production/Co-Production
- 1997: Für Köpfe (STF Remix) auf Die Coolen Säue - "Ungesund Und Teuer" - 2xLP, Album, Ariola
- 1998: Wall Street auf La Familia - Harte Zeiten / Wall Street - 12",PDNTDR
- 1998: Ohne Gewähr auf RAG - "Unter Tage" - LP/CD, PDNTDR
- 1998: Kreutzwortfeuer auf RAG - "Unter Tage" - LP/CD, PDNTDR & 12", PDNTDR
- 1999: Partner (Teil 1) auf Creutzfeld & Jakob - Partner Teil 1+2 - 12", PDNTDR

Guest Appearance/Feature
- 1992/1993: DJ auf Toy Terminator (Scopemann) - V/A "Alte Schule" - LP/CD, MZEE Records
- 1996/1997: Tausend MC's auf Stieber Twins - "Fenster zum Hof" - LP/CD, MZEE Records
- 2000: Überdosis auf Der Klan - "Flashpunks" - 2LP/CD, PDNTDR
- 2001: Chef im Rapgeschäft auf Fader Gladiator (Die Firma) - "Der innere Kreis" - 2LP/CD, V2, LaCosaMia
- 2003: Lenny - "Fight Club" - 2LP/CD, PDNTDR